# Семенуха Віталій Іванович
Семенуха Віталій Іванович (нар. 8 жовтня 1980, Нововолинськ, Волинська область, Українська РСР) — український художник портретист. Представник напрямів класицизму, романтизму та реалізму. Працює в техніці багатошарового олійного живопису на полотні й дереві. Автор понад 1400 картин.

## Біографія
Віталій Семенуха народився 8 жовтня 1980 року в місті Нововолинськ на Волині. Навчаючись у загальноосвітній школі № 1, відвідував художню школу, брав участь у численних мистецьких конкурсах. У 9 класі переміг в обласному художньому конкурсі, представивши роботу в техніці олійного живопису.
У 1996 році вступив до Львівського державного коледжу декоративного і ужиткового мистецтва імені Івана Труша на відділення художньої обробки металу, який закінчив у 2000 році. Під час навчання почав реалізовувати себе у станковому живописі, відтворюючи шедеври класиків світового мистецтва.
У 2000 році почав професійно займатись живописом. У тому ж році влаштувався на роботу у приватну художню студію художника Михайла Білика. Поряд з Михайлом Біликом Семенуха написав близько 700 картин, більшість з яких знайшли своїх власників за кордоном.
У 2024 році Віталій Семенуха розпочав проєкт «Надія та відродження»,  що складається із серії виставок у Польщі, Угорщині, Словаччині та Італії на підтримку України. В межах проєкту «Надія та відродження» роботи Семенухи демонструють авторську позицію та рефлексію на події у політичній, історичній та культорологічній площинах в Україні та світі. Художник ставить за мету посилити підтримку України в тих країнах, де знизили або обмежили її через внутрішні проблеми або антиукраїнські настрої, що використовує російська пропаганда.
У жовтні того ж року серію з девʼяти картин авторства Віталія Семенухи «Квіти» було оцінено в 10 мільйонів гривень.
Одружений, виховує двох дітей.

## Творчість
Основними напрямами творчості Віталія Семенухи є портретний живопис, класицизм, романтизм і реалізм. Він працює переважно в техніці багатошарового олійного живопису на полотні або дереві. У творчому доробку митця — понад 1400 картин. Картини художника знаходяться у приватних колекціях і галереях України, Польщі, Австралії та Канади.
Семенуха відтворює роботи відомих майстрів, вкладаючи у них сучасний зміст і філософське переосмислення. Серед відтворених художників — Клод Моне, Густав Клімт, Едмунд Муньє, Рембрандт, Пітер Пауль Рубенс, Генріх Семірадський, Леонардо да Вінчі, Джованні Каналетто, Карл Херпфер, Сальвадор Далі, Бартоломео Мурільйо, Карло Дольчі.
Окремі роботи:
- «Долина сліз» (2022) — інтерпретація картини Гюстава Доре з подвійним змістовим навантаженням: біблійний заклик до надії та віри у перемогу України.
- «Хрещення Ісуса» за Бартоломео Мурільйо (2022)
- «Богоматір» за Карло Дольчі (2023) — символ духовної стійкості України та надії на підтримку США.